# Гетленд (Південна Дакота)
Гетленд (англ. Hetland) — місто (англ. town) в США, в окрузі Кінґсбері штату Південна Дакота. Населення — 20 осіб (2020).

## Географія
Гетленд розташований за координатами 44°22′38″ пн. ш. 97°14′5″ зх. д. / 44.37722° пн. ш. 97.23472° зх. д. (44.377229, -97.234670).  За даними Бюро перепису населення США в 2010 році місто мало площу 0,30 км², уся площа — суходіл.

## Демографія
Згідно з переписом 2010 року, у місті мешкало 46 осіб у 17 домогосподарствах у складі 11 родини. Густота населення становила 155 осіб/км².  Було 24 помешкання (81/км²).
Расовий склад населення:
| - 100,0 % — білих |

До двох чи більше рас належало 0,0 %. Частка іспаномовних становила 0,0 % від усіх жителів.
За віковим діапазоном населення розподілялося таким чином: 34,8 % — особи молодші 18 років, 54,3 % — особи у віці 18—64 років, 10,9 % — особи у віці 65 років та старші. Медіана віку мешканця становила 35,0 року. На 100 осіб жіночої статі у місті припадало 130,0 чоловіків;  на 100 жінок у віці від 18 років та старших — 130,8 чоловіків також старших 18 років.
За межею бідності перебувало 25,8 % осіб, у тому числі 50,0 % дітей у віці до 18 років та 0,0 % осіб у віці 65 років та старших.
Цивільне працевлаштоване населення становило 12 осіб. Основні галузі зайнятості: будівництво — 41,7 %, оптова торгівля — 33,3 %, виробництво — 25,0 %.